# Olesno (gromada w powiecie oleskim)
Olesno – dawna gromada, czyli najmniejsza jednostka podziału terytorialnego Polskiej Rzeczypospolitej Ludowej w latach 1954–1972.
Gromady, z gromadzkimi radami narodowymi (GRN) jako organami władzy najniższego stopnia na wsi, funkcjonowały od reformy reorganizującej administrację wiejską przeprowadzonej jesienią 1954 do momentu ich zniesienia z dniem 1 stycznia 1973, tym samym wypierając organizację gminną w latach 1954–1972.
Gromadę Olesno z siedzibą GRN w mieście Oleśnie utworzono 31 grudnia 1961 w powiecie oleskim w woj. opolskim z obszarów zniesionych gromad Wysoka i Wojciechów w tymże powiecie. Równocześnie do nowo utworzonej gromady Olesno włączono miejscowość Ławoszów z miasta Olesna (będącym w jego granicach od 1945 roku) w tymże powiecie. Siedzibę GRN gromady Olesno przeniesiono do Olesna ze wsi Wysoka.
Gromada przetrwała do końca 1972 roku, czyli do kolejnej reformy gminnej.  1 stycznia 1973 w powiecie oleskim utworzono gminę Olesno.